# 小倉屋 (戎橋筋)
小倉屋株式会社（おぐらや）は大阪府大阪市中央区に本社を置く昆布の加工・販売会社である。
商号としては主に「をぐら屋」、「をぐら昆布」を使用し、ほかの小倉屋と区別するために「戎橋（筋）」を付し、「戎橋筋小倉屋」、「小倉屋戎橋」などと表記することがある。
創業1848年（嘉永元年）の昆布の老舗である。

## 年表
- 1848年（嘉永元年） - 松原久右衛門、小倉屋昆布店を創業
- 1897年（明治30年） - 池上時三郎が独立し、戎橋筋小倉屋を設立
- 1903年（明治36年） - 本家三代目の姉婿であった時三郎が四代目当主となる
- 1946年（昭和21年） - 有限会社小倉屋に改組
- 1950年（昭和25年） - 有限会社を改組し、小倉屋株式会社を設立
- 1955年（昭和30年） - 第4回近畿水産加工たべもの展で『汐冨貴』が農林大臣賞受賞
- 1957年（昭和32年） - 第24回水産品評即売会で『扇翁』『汐冨貴』が農林大臣賞受賞
- 1972年（昭和47年） - 第21回全国水産加工たべもの展で『白尉』が農林大臣賞受賞
- 1981年（昭和56年） - 第30回全国水産加工たべもの展で『殿上昆布』が農林大臣賞受賞
- 1991年（平成3年） - 第40回全国水産加工たべもの展で『佳肴』が農林大臣賞受賞
- 1995年（平成7年） - 第44回全国水産加工たべもの展で『美名味』が農林大臣賞受賞

## 店舗
本店
大阪府大阪市中央区難波1-6-12、戎橋筋商店街内に位置する。
直営店
なんばウォーク店、ホワイティうめだ店